# Gran Basílica de Plovdiv
La basílica episcopal de Filipópolis, también conocida como la Gran Basílica de Plovdiv, (en búlgaro: Епископска базилика на Филипопол) es una iglesia en ruinas de la antigua ciudad de Filipópolis en la actual Plovdiv, construida a mediados del siglo IV d. C. Es la iglesia paleocristiana de la antigüedad tardía más grande descubierta en Bulgaria y una de las más grandes de ese período en los Balcanes. Su arquitectura era notable. Incluía una nave central y dos laterales, un ábside, un nártex (antesala) y un atrio con columnas (patio interior). Un presbiterio decorado con mármol (una plataforma para el obispo y el clero) se levantó en la nave central.
La Gran Basílica con sus magníficos mosaicos en el piso ha sido excavada durante muchos años y ahora se conserva desde 2021 en un nuevo museo.

## Construcción
La basílica fue construida a mediados del siglo IV, probablemente sobre un edificio anterior con una planta similar que cubría el espacio de dos insulae (barrios definidos por cuatro calles perpendiculares). Fue demolido y abandonado, probablemente como consecuencia de un terremoto.
Las dimensiones de la basílica son extremadamente grandes para la época. La longitud total de la basílica es de 86,30 m y su anchura de 38,50 m Las naves laterales están separadas de la nave por una columnata de 13 tramos: cada dos columnas de mármol fueron seguidas por un pilar de mampostería, hasta un total de 14. Tiene dos pasillos a cada lado de la nave y un ábside en el extremo este de la nave. Había un atrio rodeado por una columnata en tres lados hacia el oeste.

Los hallazgos más interesantes de la basílica son los mosaicos que cubrían el suelo. Se extendieron por un área de cerca de 22 000 pies cuadrados y revelaron motivos extremadamente interesantes, sin parangón en Bulgaria. Los pisos estaban cubiertos con intrincados mosaicos con diseños geométricos; símbolos de nudos eternos; vasijas de los que brota el agua de la vida eterna; y una asombrosa variedad de pájaros, los primeros símbolos cristianos de las almas piadosas. Hay una diferencia en la composición y motivos de los mosaicos de la nave central y de la nave central, lo que sugiere que muy probablemente fueron realizados por diferentes artesanos.

Mosaicos de la basílica
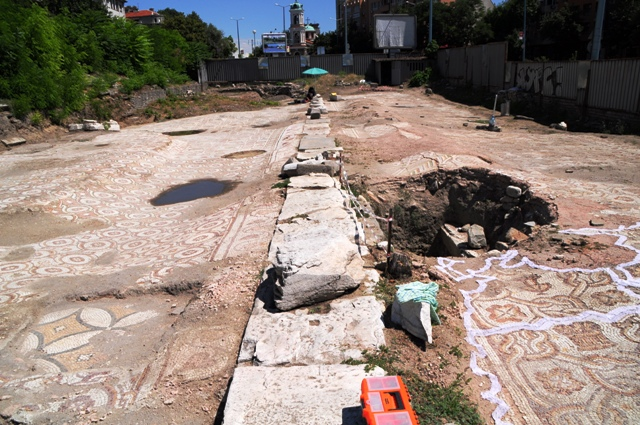
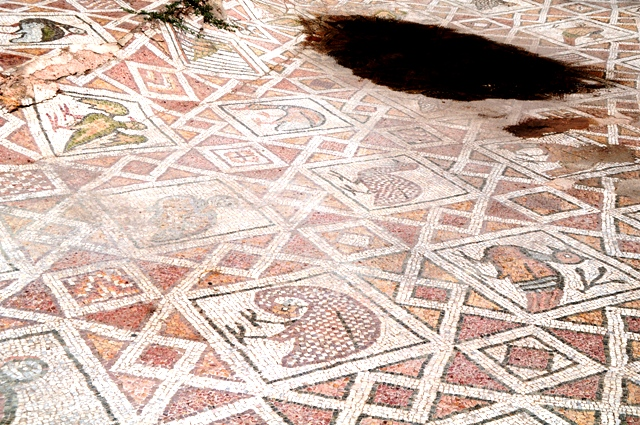
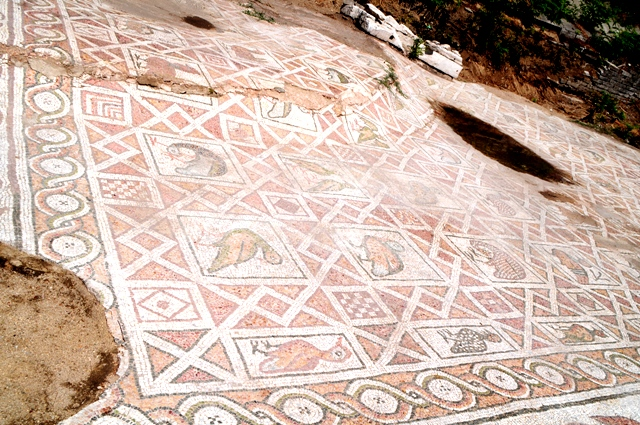
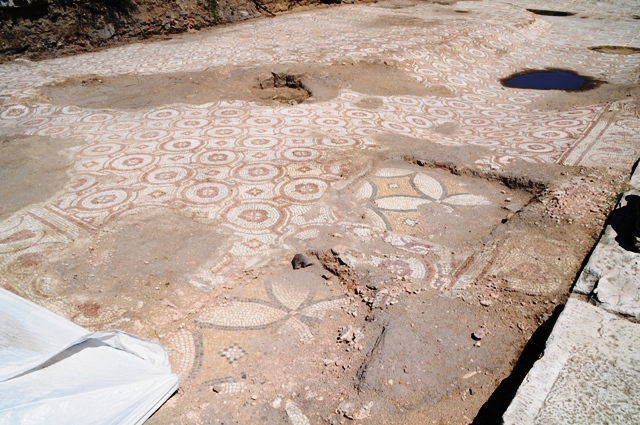
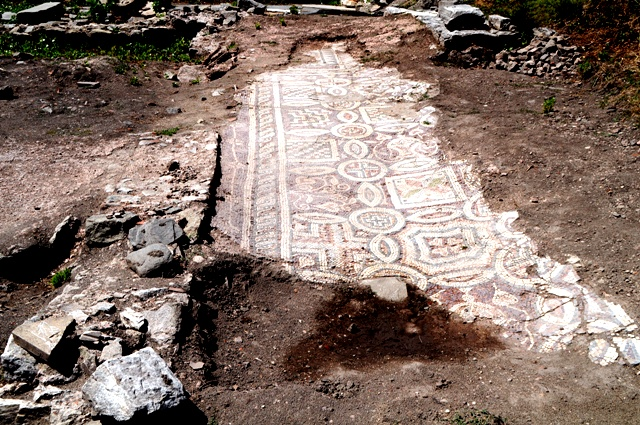
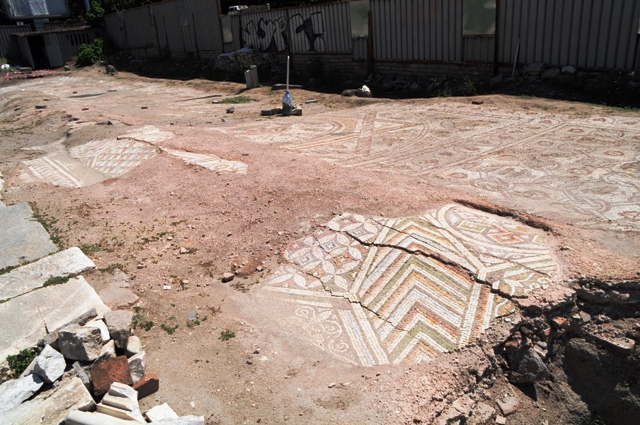
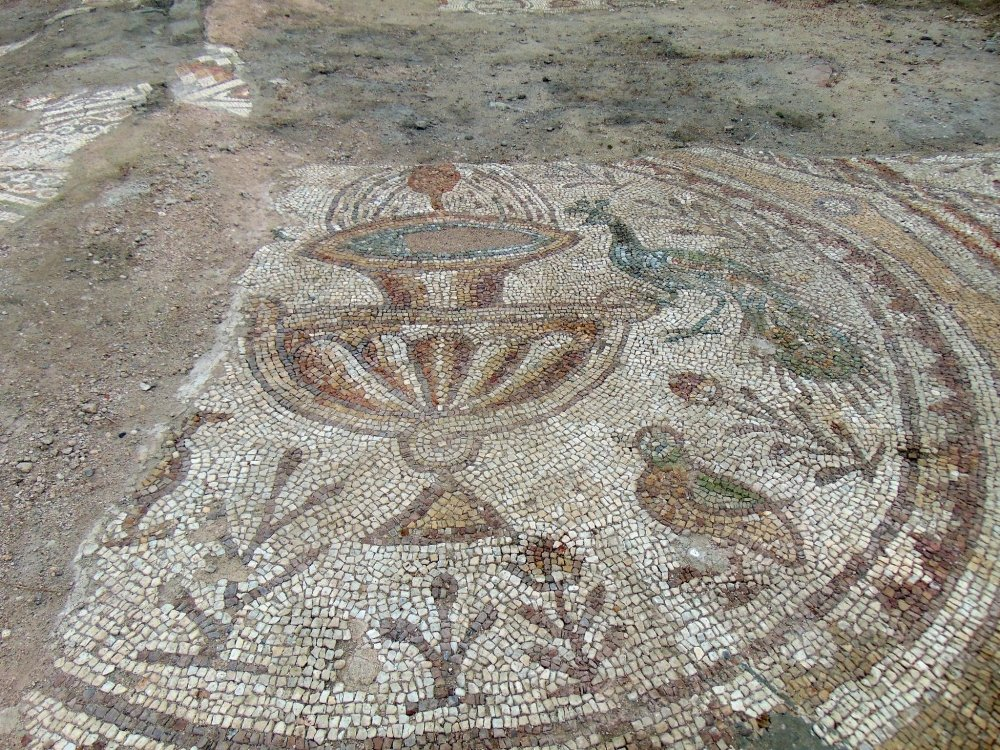
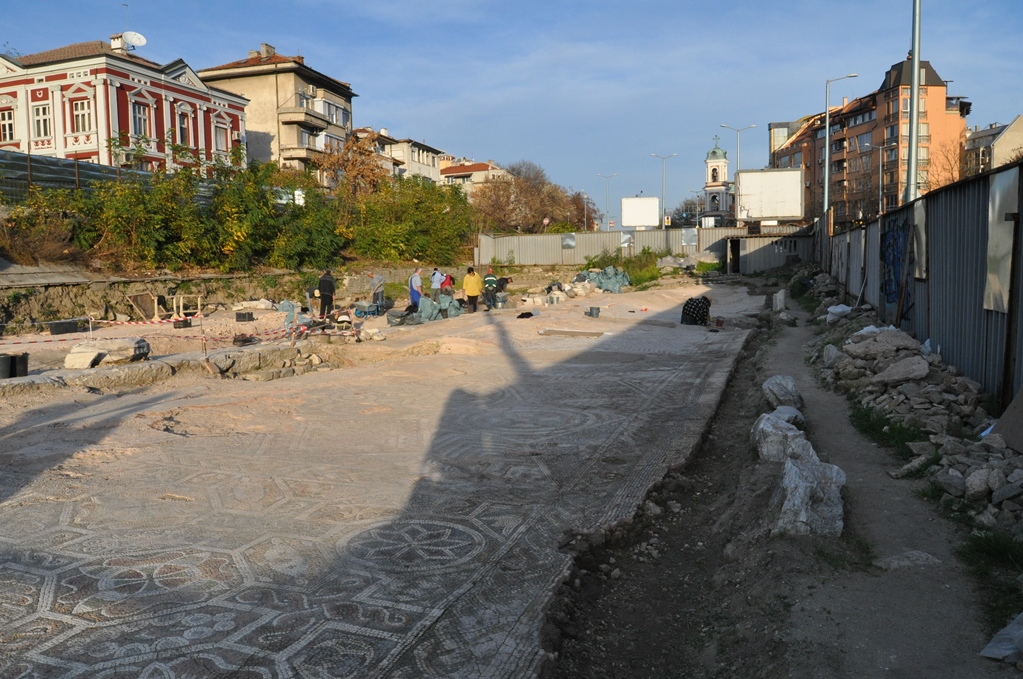
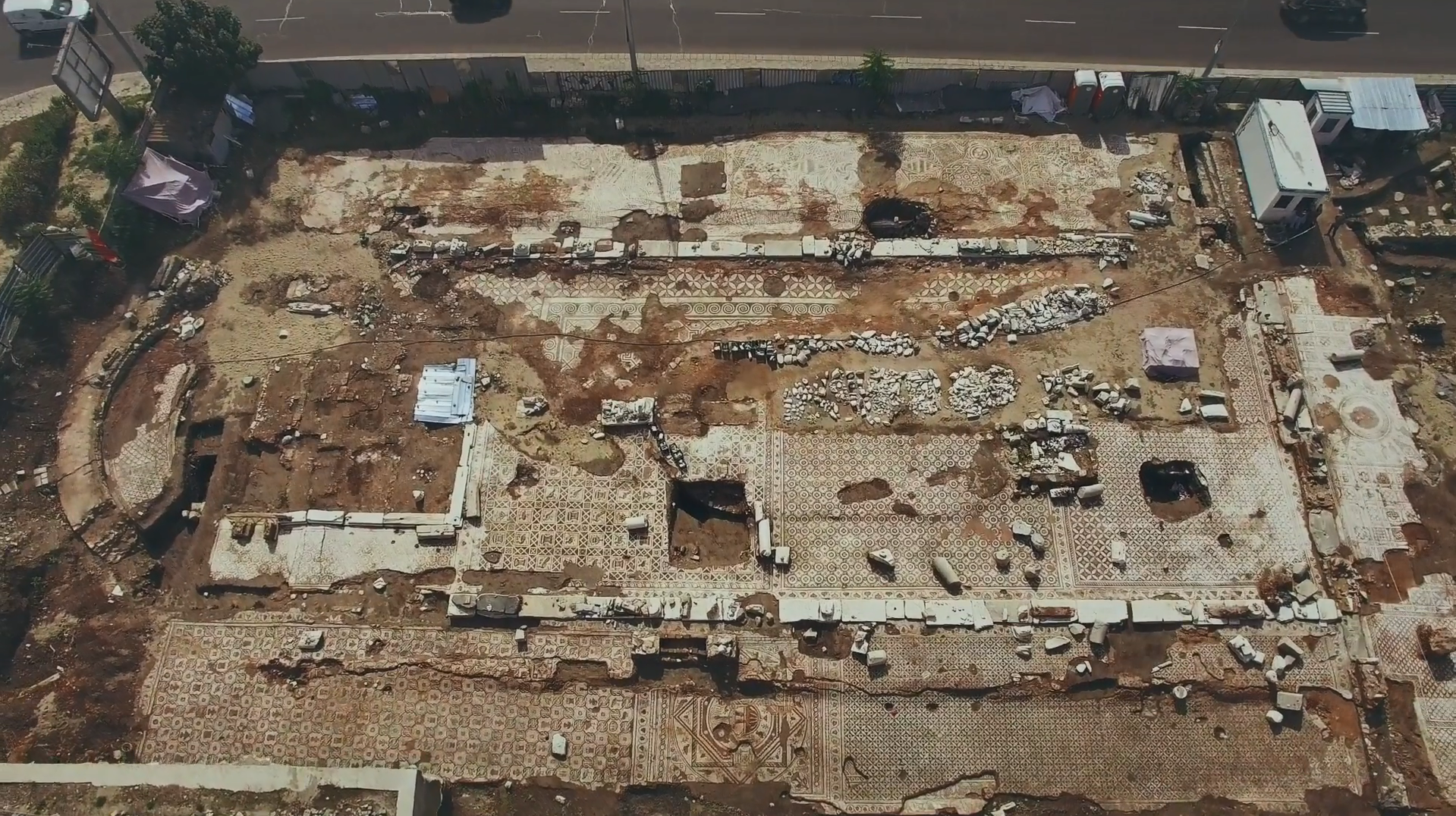

## Análisis de los mosaicos
En 2018, el profesor Zlatozar Boev publicó un estudio detallado sobre las imágenes de mosaico de aves representadas en el interior de la basílica. Según él, las aves exóticas no están representadas en la fauna búlgara moderna. Entre ellos se encuentran un calamón occidental, un ganso egipcio, una gran cotorra alejandrina, una gallineta, una perdiz abisinia, una paloma verde africana y un ganso de alas puntiagudas. Estas especies de aves exóticas constituyen un tercio de todas las especies conocidas (incluidas las especies domesticadas como el pavo real indio y la gallina doméstica) entre los mosaicos de este notable monumento de arte antiguo.
Siete de las 20 especies de aves reconocidas son exóticas, y hoy en día su principal hábitat es África del Norte y África subsahariana. Estas aves tienen un color de plumaje característico (y un hábito de diagnóstico específico) y sin duda prueban las relaciones de los romanos mucho más al sur, más allá de las fronteras ampliamente aceptadas del Imperio Romano. Todas las aves exóticas (excepto los pavos reales domésticos) ahora se distribuyen en África oriental en Etiopía, Eritrea y Sudán del Sur. Esta región permaneció más allá de las fronteras del sureste del Imperio Romano incluso en el momento de su mayor expansión (en 117) y se encuentra a unos 1.000 kilómetros de las fronteras que alguna vez fueron más al sur de las tierras romanas hacia el este. 

## Excavación y restauración

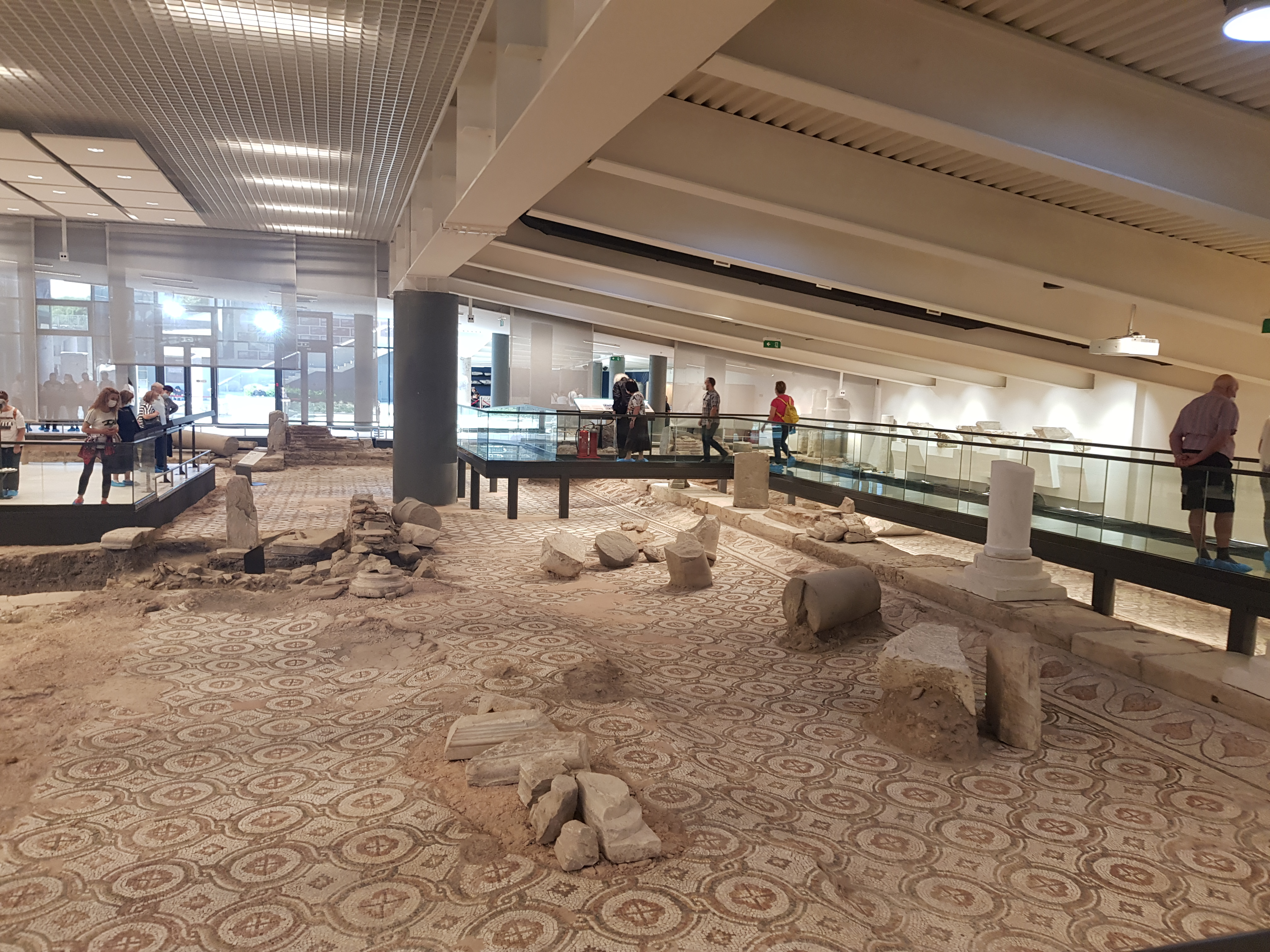
Interior de la Basílica del Obispo de Filipópolis

Los restos de la basílica se descubrieron durante la construcción de un paso subterráneo a mediados de la década de 1980. Los arqueólogos inspeccionaron la nave sur, parte de la nave central, el ábside y una parte del atrio. Los mosaicos fueron trasladados al Museo Arqueológico de Plovdiv. 
El proyecto de conservación, restauración, exhibición y cubierta protectora es una de las iniciativas más importantes del Municipio de Plovdiv y de la propia ciudad, que en 2019 fue reconocida como Capital Europea de la Cultura. Para completar la Gran Basílica, el municipio ha firmado convenios con el Ministerio de Cultura y la Fundación América para Bulgaria. La restauración de la Basílica del Obispo de Filipópolis cuenta con el apoyo no solo de las instituciones y agencias estatales, sino también de la comunidad y las empresas locales. Las excavaciones arqueológicas en 2016-2017 contaron con la ayuda de más de 450 voluntarios.